# 共和暦3年憲法

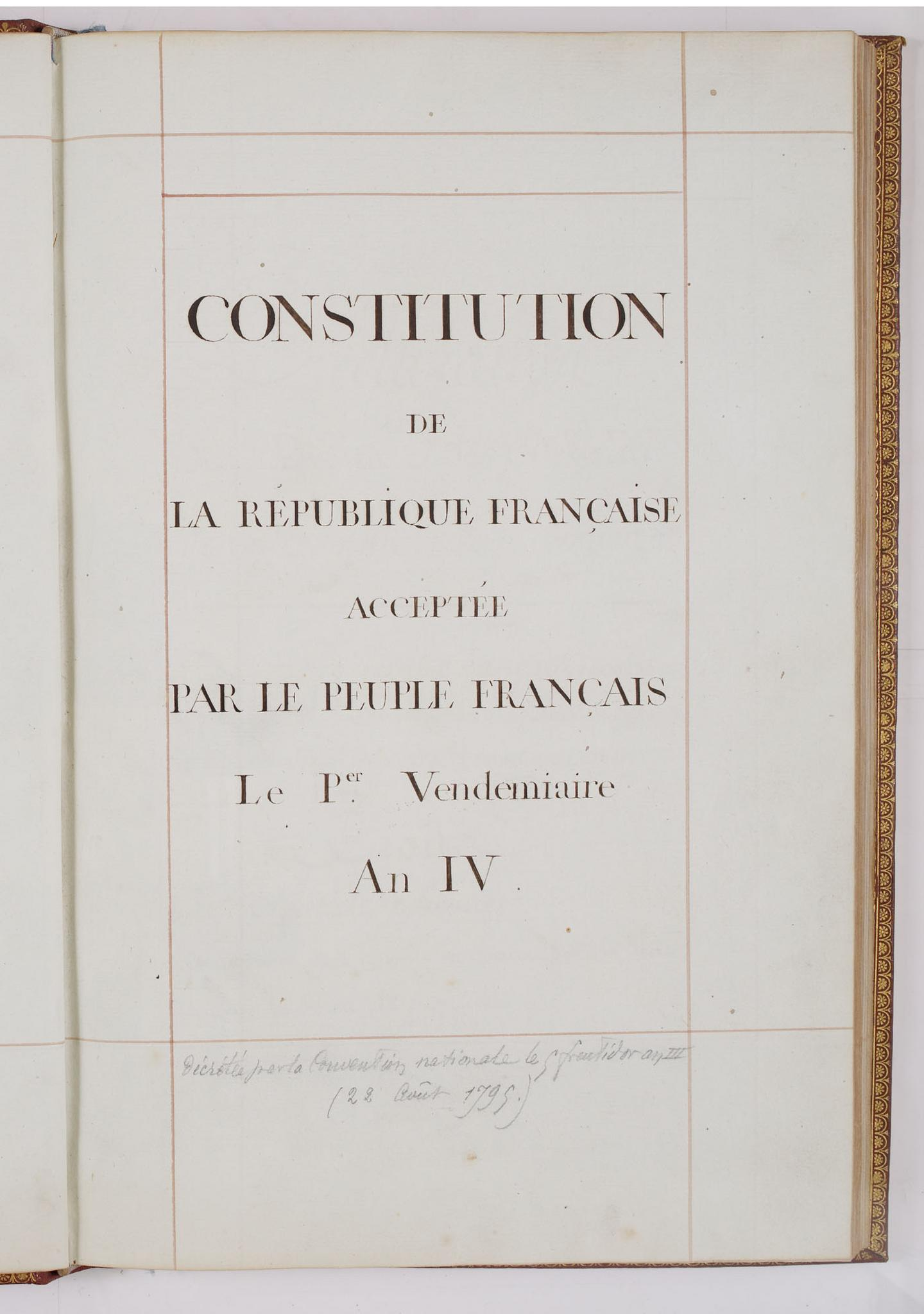
共和暦3年憲法

共和暦3年憲法（フランス語: Constitution de l'an III）は、1795年に制定されたフランスの憲法である。1795年憲法（フランス語: Constitution de 1795）などとも称される。同憲法に基づいて総裁政府が成立した。

## 概要
1793年から1794年にかけての恐怖政治がテルミドール9日のクーデターによって終了すると、これ以降は穏健共和政の枠組みでフランス革命の収拾が図られたが、政権はネオ・ジャコバンと王党派に揺るがされつづけ、安定しなかった。
この憲法は前文に権利義務宣言全31条を置き、本文は377条から成る。立法府は五百人院（下院）と元老院（上院）による二院制がとられ、専ら五百人院のみが法案提出権を有し、専ら元老院のみが法案を承認または拒否すると定められ、五百人院の提出した法案が元老院で全部承認されて初めて法律が成立した。これは立法府の独裁を防ぐためである。両院とも毎年3分の1が改選されることが定められていたが、選挙制度は一定の納税者のみによる制限選挙かつ間接選挙だった。五百人院議員は年齢30歳以上で10年以上共和国に居住した者、元老院議員はは40歳以上、15年以上共和国に居住した者かつ既婚者または寡夫（妻と死別した人）に限られた。
行政は総裁政府が担当し、5人の総裁（任期5年、抽選順に毎年1人改選、非議員）で構成された。各総裁は、3か月毎に1人が輪番制で首班に任命された。ただし、総裁は租税を審議する権限を持たず、財政は立法府の選出する国庫委員会が管轄した。総裁は、五百人院の作成した候補者名簿から元老院が選出した。総裁は、法案提出権など立法に関する権限を有せず、独裁的権限を振るえないように防止策が講じられていた。
信教の自由、報道の自由、職業選択の自由が保証された。一方、集会の自由は認められなかった。政府への請願権は認められた。
この憲法は権力分立を旨とする分権構造が特徴で、それゆえに非効率であった。特に行政と立法の対立が深刻で、総裁政府は自らを守るためにクーデターで選挙を無効にすることが必要になった。ナポレオン・ボナパルトによるブリュメール18日のクーデターによって総裁政府は崩壊し、この憲法に代わり新たに共和暦8年憲法が定められた。